# George Marx
Pour les articles homonymes, voir Marx.
George Marx est un zoologiste américain d’origine allemande, né le 22 juin 1838 à Laubach (Grand-duché de Hesse) et mort le 3 janvier 1895 à Washington.

## Biographie
Il fait ses études à Darmstadt. Passionné par la botanique, il abandonne l’idée d’entrer dans les ordres pour suivre des études de pharmacien. Il part en 1860 pour les États-Unis où il travaille comme pharmacien volontaire dans l’armée durant la Guerre de Sécession. Après celle-ci, il s’installe à son compte d’abord à New York, de 1862 à 1865, puis à Philadelphie de 1865 à 1878.
C’est au moment de son installation à Philadelphie qu’il s’intéresse aux arachnides, et notamment aux araignées. En 1878, il travaille pour le ministère de l’agriculture. À partir de 1889, jusqu’à sa retraite, il y dirige le service des illustrations.
Il complète l’ouvrage du comte Eugen von Keyserling (1833-1889), Die Spinnen Amerikas, laissé inachevé par sa mort précoce et qu’il fait paraître en 1891. Il fait paraître de nombreux articles ou ouvrages sur les arachnides de l’Amérique du Nord. La qualité de ses illustrations est réputée.
Marx participe à la création de l’Société entomologique de Washington (en) qu’il dirige en 1891.

## Source
Pierre Bonnet (1945). Bibliographia araneorum, Les frères Doularoude (Toulouse).